# Alireza Firouzja
Alireza Firouzja (Tiếng Ba Tư: علیرضا فیروزجا, phiên âm Ba Tư: [æliːɾezɑː fiːɾuːzˈdʒɑː]; sinh 18 tháng 6 năm 2003) là một thần đồng cờ vua người Pháp gốc Iran. Anh vô địch Giải vô địch cờ vua Iran năm 12 tuổi và giành được danh hiệu đại kiện tướng ở tuổi 14. Anh là kì thủ trẻ thứ hai trong lịch sử từng đạt mốc Elo 2700, khi chỉ mới 16 tuổi và 1 tháng (sau Vi Dịch). Tháng 11 năm 2019, Firouzja là kì thủ số một Iran đồng thời là kì thủ U16 số một thế giới, với hệ số Elo là 2723.
Vào tháng 12 năm 2019, Firouzja tuyên bố rằng anh sẽ không còn chơi dưới lá cờ của Iran nữa, sau khi Liên đoàn cờ vua Iran rút các kì thủ của mình khỏi Giải vô địch cờ chớp thế giới 2019 để ngăn chặn các kỳ thủ Iran thi đấu với các kỳ thủ Israel. Đến tháng 7 năm 2021, Firouzja chính thức thi đấu dưới màu cờ Pháp và trở thành kì thủ số 1 nước này.

## Thuở đầu đời
Firouzja sinh vào ngày 18 tháng 6 năm 2003 ở Babol, Iran. Anh bắt đầu chơi cờ từ năm tám tuổi. Kể từ năm 2019, Firouzja và cha mình đã rời Iran và định cư ở Chartres, Pháp. Tháng 7 năm 2021, anh được cấp hộ chiếu Pháp và chính thức mang quốc tịch Pháp.

## Sự nghiệp cờ vua
Firouzja giành huy chương vàng trong độ tuổi U12 tại Giải vô địch cờ vua trẻ châu Á năm 2015. Anh đã giành giải vô địch cờ vua Iran năm 2016, khi giành được 8/11 điểm (+ 5−0 = 6), một điểm tròn trước các đối thủ xếp hạng gần nhất, và ở tuổi 12, anh đã trở thành người trẻ nhất từng giành được danh hiệu này. Cũng trong năm 2016, anh được FIDE trao tặng danh hiệu Kiện tướng Quốc tế (IM).

### 2018
Vào tháng 2 năm 2018, Firouzja tham gia Giải cờ vua Aeroflot mở rộng. Anh đứng thứ 40 trên 92 kì thủ, ghi được 4½ / 9 điểm (+2 −2 =5), đạt được chuẩn cuối cùng cho danh hiệu Đại kiện tướng trong giải đấu này. Anh đã được FIDE trao danh hiệu Đại kiện tướng vào tháng 4 năm 2018. Từ ngày 26 tháng 7 đến ngày 4 tháng 8, Firouzja đại diện cho Iran tại Giải vô địch cờ vua đồng đội châu Á, được tổ chức tại Hamadan. Iran vô địch ở cả ba nội dung của giải nam và Firouzja là kì thủ cá nhân số một trong cờ tiêu chuẩn với 6/7 điểm. Tại Olympiad Cờ vua thứ 43, anh chơi ở bàn thứ tư, đạt 8/11 điểm (+6 −1 =4). Anh đã giành được huy chương vàng cá nhân tại Olympiad cờ vua trẻ U16 thế giới, được tổ chức từ ngày 25 tháng 11 đến ngày 2 tháng 12, với số điểm 8/9 điểm (+7 =2; hiệu suất 2736).
Tại Giải vô địch cờ nhanh thế giới 2018 được tổ chức tại Sankt-Peterburg, Firouzja đứng thứ sáu, với các đối thủ đẳng cấp thế giới, sau Daniil Dubov, Shakhriyar Mamedyarov, Hikaru Nakamura, Vladislav Artemiev và Magnus Carlsen. Ban đầu là hạt giống thứ 169 trong một giải đấu gồm 206 người tham gia, Firouzja đạt điểm 10/15 (+8 −3 =4) và có hiệu suất thi đấu 2848, cao thứ hai trong giải sau nhà vô địch Dubov. Tại Giải vô địch cờ chớp thế giới, anh xếp thứ 42 trên 150 người với số điểm 12/21 (+10 −7 = 4). Firouzja độc chiếm ngôi đầu sau 7 vòng với 6½ điểm, nhưng phong độ của anh đã chững lại sau khi thua Carlsen ở vòng 8.

### 2019
Firouzja đã giành Giải Vô địch Cờ vua Iran lần thứ hai vào năm 2019, kết thúc giải với 9/11 điểm (+ 7−0 = 4). Vào tháng 3, anh thi đấu Giải Vô địch Cờ vua Đồng đội Thế giới cho Iran. Anh ghi được 7/9 điểm (+ 6−1 = 2) khi Iran xếp thứ sáu trên mười. Sau đó, cũng vào tháng 3, Firouzja đã tham gia giải Sharjah Masters lần thứ 3. Anh là một trong những người đồng hạng nhất, từ vị trí thứ nhất đến vị trí thứ 7 với số điểm 7/9 (+ 5−0 = 4), sau đó xếp thứ tư khi đánh các trận tie-break. Ernesto Inarkiev đã giành chiến thắng trong giải đấu này. Vào tháng 4, Firouzja đã thi đấu trong Giải vô địch Cờ vua Chess.com, thua ở tứ kết trước ứng cử viên vô địch Hikaru Nakamura. Sau đó vào tháng 4, Firouzja đã xếp hạng 2 sau lượt trận tie-break sau khi thua Constantin Lupulescu tại giải Reykjavik Mở rộng với 7/9 điểm (+ 6−1 = 2). Trong ngày nghỉ của giải, anh đã giành được Giải vô địch Cờ Fischer Random châu Âu với 8/9 điểm (+ 7−0 = 2).
Firouzja thi đấu trong Giải Cờ vua Grenke, được tổ chức từ ngày 18 đến 22 tháng 4. Anh đã thắng hai ván đầu tiên của mình nhưng từ chối thi đấu với Kiện tướng FIDE (FM) của Israel, Or Bronstein, ở ván thứ ba, do đó bị xử thua ván này. Điều này phù hợp với chính sách của Chính phủ Iran, vì Iran không công nhận Nhà nước Israel và có các biện pháp trừng phạt những người thi đấu với người Israel. Firouzja sau đó thua ở ván thứ tư trước Antonia Ziegenfuss, người chỉ có elo 1945. Anh đã thắng năm trận còn lại của mình để xếp thứ 27 với 7/9 điểm. Vào tháng 5, Firouzja phải đối mặt với Đại kiện tướng người Peru, José Martinez-Alcantara, trong ván một Giải Vô địch Cờ chớp và siêu chớp năm 2019, một giải đấu cờ chớp và cờ siêu chớp trực tuyến do Chess.com tổ chức. Firouzja đã thắng trận đấu với tổng điểm 18 - 7. Sau đó vào tháng 5, anh thi đấu tại Giải Vô địch Cờ nhanh và chớp của Pháp, được tổ chức tại Le Blanc-Mesnil. Anh đã chiến thắng giải đấu bằng cách đánh bại Alberto David trong trận chung kết.
Vào tháng 6, Firouzja tham dự Giải vô địch cờ vua châu Á lần thứ 18, được tổ chức ở Hình Đài. Anh kết thúc giải đấu ở vị trí thứ sáu với 6/9 điểm (+5 −2 =2). Giải lấy năm suất dự Cúp cờ vua thế giới 2019. Firouzja giành được một suất khi Lê Quang Liêm (vô địch) và Jumabayev (hạng 5) đã có vé dự Cúp thế giới trước đó. Sau đó, anh đứng thứ tư trong nội dung cờ chớp được tổ chức vào ngày cuối cùng của giải đấu với 6½/9 điểm (+6 −2 =1).
Firouzja đại diện cho Tatvan trong giải Super League Thổ Nhĩ Kỳ từ 17 đến 28 tháng 7. Anh đã ghi được 11½ / 13 điểm (+ 10 - 0 = 3), do đó Elo của anh tăng lên 2702. Điều này khiến Firouzja trở thành người Iran đầu tiên đạt được mức từ 2700 trở lên. Điều đó cũng khiến anh hiện là kỳ thủ có Elo trên 2700 trẻ nhất thế giới.
Tại Cúp cờ vua thế giới vào tháng 9, Firouzja đã đánh bại Arman Pashikian và Daniil Dubov tương ứng ở ván một và hai. Điều này khiến Firouzja trở thành kì thủ Iran đầu tiên lọt vào vòng thứ ba của một kỳ World Cup. Ở vòng ba, anh phải đối mặt với hạt giống số một là Đinh Lập Nhân. Firouzja đã hòa với Đinh trong hai ván cờ tiêu chuẩn, nhưng sau đó đã thua cả hai ván cờ nhanh tie-break và bị loại khỏi giải đấu.
Vào ngày 27 tháng 12, Firouzja tuyên bố rằng anh sẽ không còn chơi cho Liên đoàn cờ vua Iran, sau khi Iran rút các kì thủ của mình khỏi Giải vô địch thế giới nhanh và chớp 2019 để duy trì lệnh cấm người Iran thi đấu với người Israel. Thay vào đó, anh thi đấu dưới lá cờ FIDE. Firouzja đã tham dự Giải Vô địch Cờ nhanh thế giới từ ngày 26 đến 28 tháng 12. Anh kết thúc giải đấu ở vị trí á quân với 10½ / 15 điểm (+ 8 - 2 = 5), kém một điểm so với người vô địch Carlsen. Anh là đại kiện tướng gốc Iran đầu tiên giành huy chương trong lịch sử của giải đấu này. Tại Giải Vô địch Cờ chớp thế giới được tổ chức từ ngày 29 đến 30 tháng 12, Firouzja xếp thứ sáu với 13½ / 21 điểm (+ 12 - 6 = 3).

### 2020
Firouzja đã tham gia Giải cờ vua Tata Steel vào tháng 1. Anh trở thành người Iran đầu tiên thi đấu trong khung của giải đấu Masters. Parham Maghsoodloo trước đó đã từng tham gia giải đấu Tata Steel Challengers 2019. Đây là lần đầu tiên Firouzja đối mặt với các kỳ thủ hàng đầu thế giới trong một giải đấu vòng tròn tiêu chuẩn. Trả lời trong một cuộc phỏng vấn, anh không kì vọng chiến thắng giải đấu, mà có thêm kinh nghiệm ở cấp cao nhất. Anh kết thúc giải với 6½ / 13 điểm (+4 -4 =5), đứng vị trí thứ chín.
Vào tháng 2, Firouzja đã thi đấu trong khung Masters của giải Prague International Chess Festival, một giải đấu vòng tròn gồm 10 người. Tuy chỉ là kỳ thủ thay thế cho Vi Dịch, người không thể tham dự do đại dịch COVID-19 nhưng chung cuộc, Firouzja dẫn đầu giải, cùng số điểm 5/9 với Vidit Santosh Gujrathi. Sau đó anh đã thắng Vidit 2-0 trong trận play-off, trở thành một trong những kì thủ trẻ nhất giành được chức vô địch trong một siêu giải.
Tháng 4, Firouzja chiến thắng đương kim vua cờ Magnus Carlsen ở trận chung kết giải cờ chớp online do chess24 tổ chức, có tên Banter Blitz Cup, với tỉ số 8,5 – 7,5.
Với tên tuổi và một phần thành tích ở trên, Firouzja được mời tham dự Magnus Carlsen Tour. Tuy nhiên sau hai giải đầu tiên không thành công (đều không vượt qua vòng bảng), anh đã không xuất hiện ở hai giải còn lại của tour đấu.
Vào tháng 10, Firouzja tham gia Giải cờ vua Na Uy Stavanger. Giải đấu được tổ chức với hệ thống tính điểm giống như trong bóng đá (thắng 3 điểm, hòa 1 điểm và thua 0 điểm). Trong trường hợp kết quả hòa, các kì thủ phải chơi một ván cờ armageddon để có thêm 1/2 điểm. Firouzja kết thúc giải ở vị trí thứ hai, sau Vua cờ Magnus Carlsen và xếp trên các kì thủ mạnh như Levon Aronian, Fabiano Caruana và Jan-Krzysztof Duda. Theo cách tính điểm tiêu chuẩn, số điểm mà Firouzja có được từ 4 chiến thắng, 1 trận thua và 5 trận hòa đủ để giành vị trí thứ nhất, nhưng tổng điểm cộng thêm của Carlsen từ các trận thắng ở các trận armageddon đã khiến Firouzja rơi xuống vị trí thứ hai. Hiệu suất TPR của anh trong giải đấu là 2880.

### 2021
Firouzja tiếp tục tham dự Giải cờ vua Tata Steel Masters (lần thứ 83) vào tháng 1. Trong vòng đấu cuối cùng của giải, Firouzja có cơ hội bằng điểm với người đang dẫn đầu trên bảng xếp hạng (là Jorden van Foreest và Anish Giri) nếu anh giành chiến thắng . Tuy nhiên, do điều luật của giải đấu, anh sẽ không thể vô địch ngay cả khi điều đó xảy ra. Trong trận đấu cuối cùng của giải trước Radosław Wojtaszek, các trọng tài đã đề nghị cả hai di chuyển bàn cờ sang một bàn khác ngay giữa ván đấu, và điều này khiến Firouzja không hài lòng. Tình huống này đã gây ra tranh cãi và ban tổ chức cuối cùng đã phải xin lỗi. Ván cờ cuối cùng kết thúc với kết quả hòa, và Firouzja xếp thứ năm trong giải đấu với 8/13 điểm (+4 -1 =8), bằng điểm với Andrey Esipenko và Fabiano Caruana (lần lượt xếp thứ ba và thứ tư) nhưng kém hệ số phụ. Anh có hiệu suất thi đấu 2806 tại giải và vươn lên vị trí thứ 13 thế giới.
Ở Cúp Cờ vua Thế giới 2021, anh là hạt giống số 8 của giải về elo. Tuy nhiên, anh đã bị Javokhir Sindarov loại ở vòng hai.
Vào tháng 9, Firouzja giành ngôi á quân Giải cờ vua Na Uy 2021, chỉ đứng sau vua cờ Magnus Carlsen và đứng trên hàng loạt kì thủ mạnh khác, gồm có nhà thách đấu Ian Nepomniachtchi, kì thủ người Nga Sergey Karjakin (vô địch giải năm 2014). Ở giải đấu này, anh đã thắng 5, thua 2 và hòa 3 ván ở nội dung cờ tiêu chuẩn, và lần đầu tiên lọt vào top 10 thế giới trong bảng xếp hạng tháng 10 năm 2021.
Vào tháng 11, Firouzja tham gia giải đấu FIDE Grand Swiss Tournament 2021 (được tổ chức lần thứ 2). Anh gây bất ngờ khi vô địch giải đấu với 8/11 điểm (+6 -1 =4), nhiều hơn á quân Fabiano Caruana nửa điểm, do đó đủ điều kiện tham gia Giải đấu Ứng viên 2022. Anh trở thành kỳ thủ trẻ tuổi thứ tư đủ điều kiện để tham gia giải đấu này. Ngoài ra, anh cũng trở thành kỳ thủ trẻ nhất dự một giải đấu Ứng viên có thể thức đấu vòng tròn, kể từ cựu Vua cờ Bobby Fischer vào năm 1959.
Cũng trong tháng 11, Firouzja đại diện cho đội tuyển Pháp trong Giải vô địch Cờ vua Đồng đội châu Âu, nơi anh bất bại với 8/9 điểm (+ 7 = 2). Hiệu suất thi đấu của anh ở mức rất cao, vượt hơn 3000 elo. Sau ván thắng cuối cùng tại giải trước Shakhriyar Mamedyarov, anh trở thành kì thủ trẻ tuổi nhất trong lịch sử vượt qua cột mốc 2800 elo, đồng thời cũng xếp hạng thứ hai trong bảng xếp hạng thế giới của FIDE .